# Electrophaes intertexta
Electrophaes intertexta är en fjärilsart som beskrevs av W. Warren 1893. Electrophaes intertexta ingår i släktet Electrophaes och familjen mätare. Inga underarter finns listade i Catalogue of Life.